# Sopran (stemme)
 For alternative betydninger, se Sopran. (Se også artikler, som begynder med Sopran)
Sopran er den lyseste stemme blandt kvinder.
Koloratursopran er en betegnelse for en kvindelig operasanger, som har et særlig højt stemmeleje/register.